# 義倉
義倉（ぎそう）とは中国、朝鮮及び日本で、国内の要地に置かれた穀物を備蓄する倉庫。災害や飢饉に備えて米などの穀物を一般より徴収し、または富者から寄付を得て蓄えた。非常時に備える一方で穀物の腐敗の防止と義倉の維持のために古い穀物を安価で売却（出糶）し、また一般に低利で貸し付ける（借放）事も行われていた。

## 概要
中国においては、『周礼』の司徒属人條にて周が「委積法」を行ったことに由来しているとされているが、記録の上で明白なのは、隋の開皇8年（585年）に度支尚書長孫平が定義したもので、諸侯から民衆まで一定額の粟・黍を納めさせて州県に設置された義倉に納められた。以後歴代王朝に引き継がれた。唐の天宝8年（747年）には全国に総額6,370万石の備蓄があったという。だが、不正や財政への流用などによって南宋以後には衰退した。
一方、日本では隋の制度を基にして大化の改新の際に導入され、大宝律令賦役令にて定められ親王を除く全人民がその貧富に応じて納めた。律令制の衰退に伴い義倉も衰退したが、江戸時代に入ると儒教の影響で諸藩の中に義倉を作る所が現れた。だが、明治政府成立後にその多くが政府に接収されて不足する国家財政の穴埋めに使われたといわれている。

## 社倉
義倉に対し、地域の役所あるいは民間が主体で義倉と同様の事業を行ったものを社倉（しゃそう）と呼ぶ。義倉が衰退した南宋期の中国において朱熹によって義倉に代わるものとして提唱されたと言われている。
日本には朱子学とともに伝来した。江戸時代には山崎闇斎・中井竹山・加藤岳楽・佐藤信淵・吉田松陰らにより独自の義倉構想が立てられた。諸藩の中にもこれを推奨するところが多く、早くも承応3年（1654年）に保科正之の会津藩がこれを導入している。また、江戸幕府も寛政の改革で「七分積金」を導入した。このように日本では本来の設置意義と違って朱子学を奉じた支配階層主導による社倉設置も多く行われ、支配階層による義倉との混同が進んだ。とはいえ、民間主体の社倉も少なくなく、昭和時代まで運営されたものもある。

## 郷倉
郷倉（ごうぐら、郷蔵）は江戸時代、各地に設けられた倉庫である。年貢米を始めとする農作物を運び出す際の一時保管場所として、1か村ないし数か村ごとに1か所置かれ、厳重な警備体制を敷いていた。場所によっては凶作時に備えて作物を蓄えておく役割もあった。